# Danmarks Nationale Front
 Der er for få eller ingen kildehenvisninger i denne artikel, hvilket er et problem. Du kan hjælpe ved at angive troværdige kilder til de påstande, som fremføres i artiklen.

Danmarks Nationale Front (DNF) er en nationalistisk gruppe på den yderste højrefløj, der ikke har noget officielt, overordnet politisk program, men under parolen "Danmark for danskerne" ønsker at fjerne tilstedeværelsen af mennesker af ikke-europæisk og i særdeleshed mellemøstlig og afrikansk afstamning i Danmark.

## Historie
Navnet Danmarks Nationale Front begyndte at komme frem i offentligheden omkring efteråret 2007, nogen tid efter nedlæggelsen af Dansk Front. Gruppen fungerede indledningsvis som et forsøg på genoprettelse af Dansk Front på Sjælland og bestod da også i begyndelsen af de 20-30 tidligere sjællandske Dansk Front-medlemmer, der fortsat var interesserede i aktivisme. Gruppens første aktiviteter fandt sted i Nordsjælland og i Københavnsområdet. Siden midten-slutningen af 2008 har DNF også været aktive andre steder; hovedsageligt på Fyn og i Trekantsområdet.

## Aktiviteter
Gruppens aktiviteter er hovedsagelig omdelinger af flyveblade, opsætning af plakater og klistermærker samt afholdelse af enkelte "torvemøder" hvor man har taget opstilling i forskellige sjællandske byer, bl.a. i Hillerød og i Roskilde, og har uddelt løbesedler m.m. Desuden er der blevet foretaget forskellige bannerdrops på motorvejsbroer i Nordsjælland. Gruppen deltog i en anti-moské demonstration på Københavns Rådhusplads den 26. maj 2013 ligesom de demonstrerede mod salg af aktier i DONG til investeringsbanken Goldmann Sachs den 30. januar 2014 nær Christiansborg. DNF arrangerede den 10. maj 2014 en demonstration mod moskeer som fandt sted på Christiansborg Slotsplads. Politiet afbrød demonstrationen før der blev holdt taler og kørte efterfølgende demonstranterne væk. Der opstod noget uro ved demonstrationen da venstreekstremister var mødt op og prøvede at forstyrre demonstrationen med bl.a. flaskekast.

## Politisk ideologi
DNF og gruppens medlemmer nægter gang på gang at tillægge sig en ideologi, udover nationalisme, hvilket er et bredt begreb, der favner fra nationalliberalisme og den i Danmark relativt fremherskende nationalkonservatisme til mere upopulære ideologier som fascisme og Nationalsocialisme. Det fremgår dog klart fra deres websted, internetfora og flere medlemmers tidligere aktiviteter, at der er tale om en anti-demokratisk og racistisk Blut-und-Boden-nationalisme med racebiologi som et centralt punkt. Man tager da ej heller som sådan afstand fra nazisme. Flere aktive medlemmer har nuværende eller tidligere tilknytning til Jonni Hansens Danmarks Nationalsocialistiske Bevægelse (DNSB). Antisemitisme og holocaust-benægtelse/revisionisme er fremherskende, ligesom man har et negativt syn på abrahamitiske religioner, der bliver opfattet som jødisk propaganda og et middel til fra jødisk side at underkaste sig de nordiske, germanske eller ariske folkeslag.

## Konflikt med DNSB
Udover DNF's ideologiske uenighed med antiracister, rød politiske og autonome, så var DNF også i konflikt med Danmarks Nationalsocialistiske Bevægelse (DNSB). En af grundene er, at DNSB kritisere DNF for at være en demokratisk forening, der favner alle mulige nationale. Samt at DNF optræder som det "nye Dansk Front".